# Mertzen
Mertzen é uma comuna francesa na região administrativa de Grande Leste, no departamento Alto Reno. Estende-se por uma área de 2,01 km². Em 2010 a comuna tinha 206 habitantes (densidade: 102,5 hab./km²).